# Costa Serina
Costa Serina ist eine italienische Gemeinde (comune) mit 894 Einwohnern (Stand 31. Dezember 2023) in der Provinz Bergamo,  Region Lombardei.

## Geographie
Die Gemeinde ist Mitglied der Comunità Montana Valle Brembana. Sie liegt im Val Serina, einem Seitental des Val Brembana. Die Fraktionen sind Ascensione, Trafficanti und Ambriola. Die Nachbargemeinden sind Algua, Aviatico, Bracca, Cornalba, Gazzaniga, Serina, Vertova und Zogno.

## Sehenswürdigkeiten
- Die Pfarrkirche ist San Lorenzo und San Ambrogio gewidmet. Sie wurde im 18. Jahrhundert anstelle einer ehemaligen Kultstätte aus dem 12. Jahrhundert errichtet. Im Innenraum des Gotteshauses befinden sich zahlreiche Kunstwerke, u. a. Fresken aus dem 15. Jahrhundert.
- Die Kirche im Ortsteil Ascensione "(Christi Himmelfahrt)" ist aus dem 15. Jahrhundert.
- Die Kirche San Erasmo

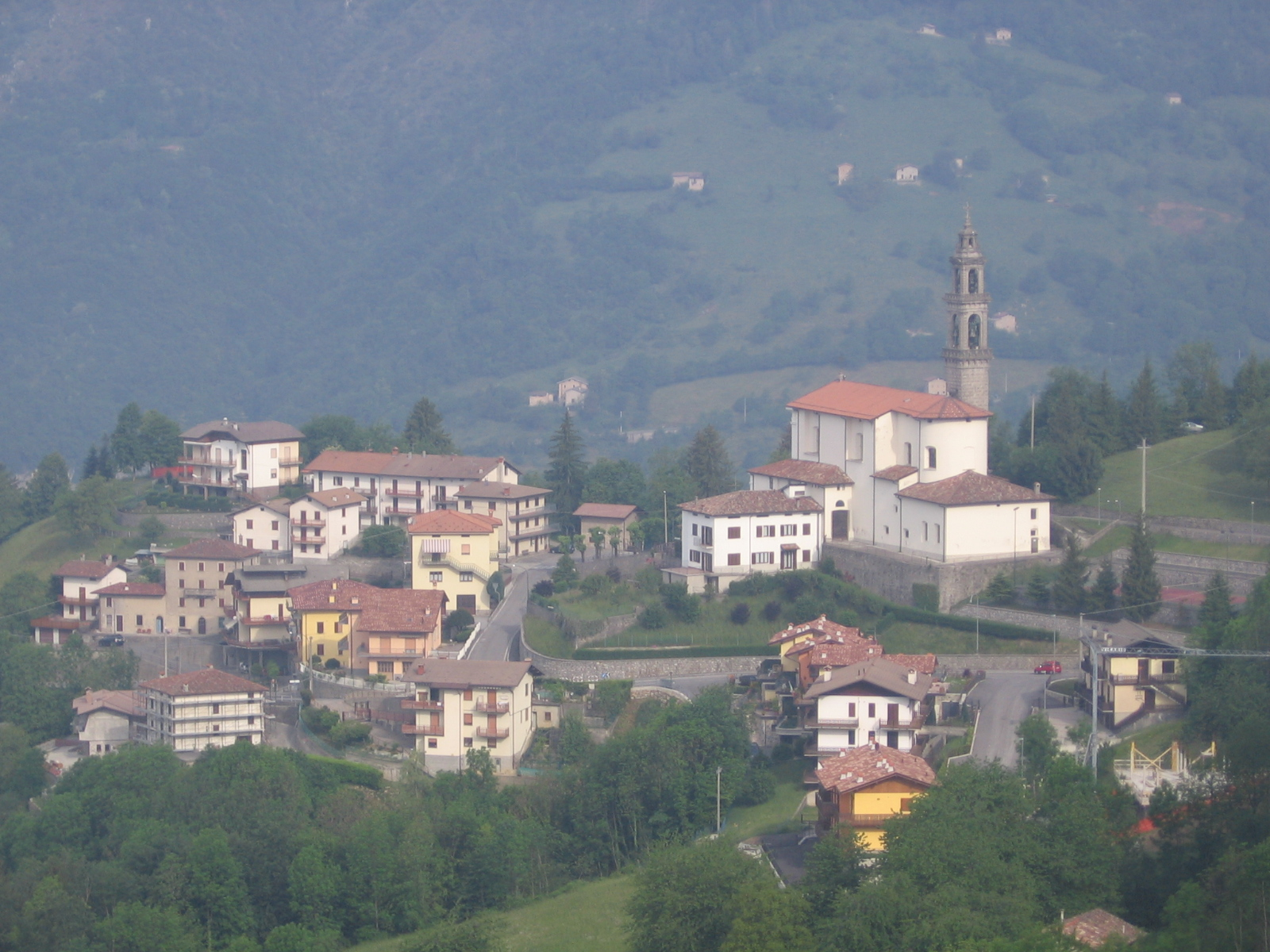
Costa Serina
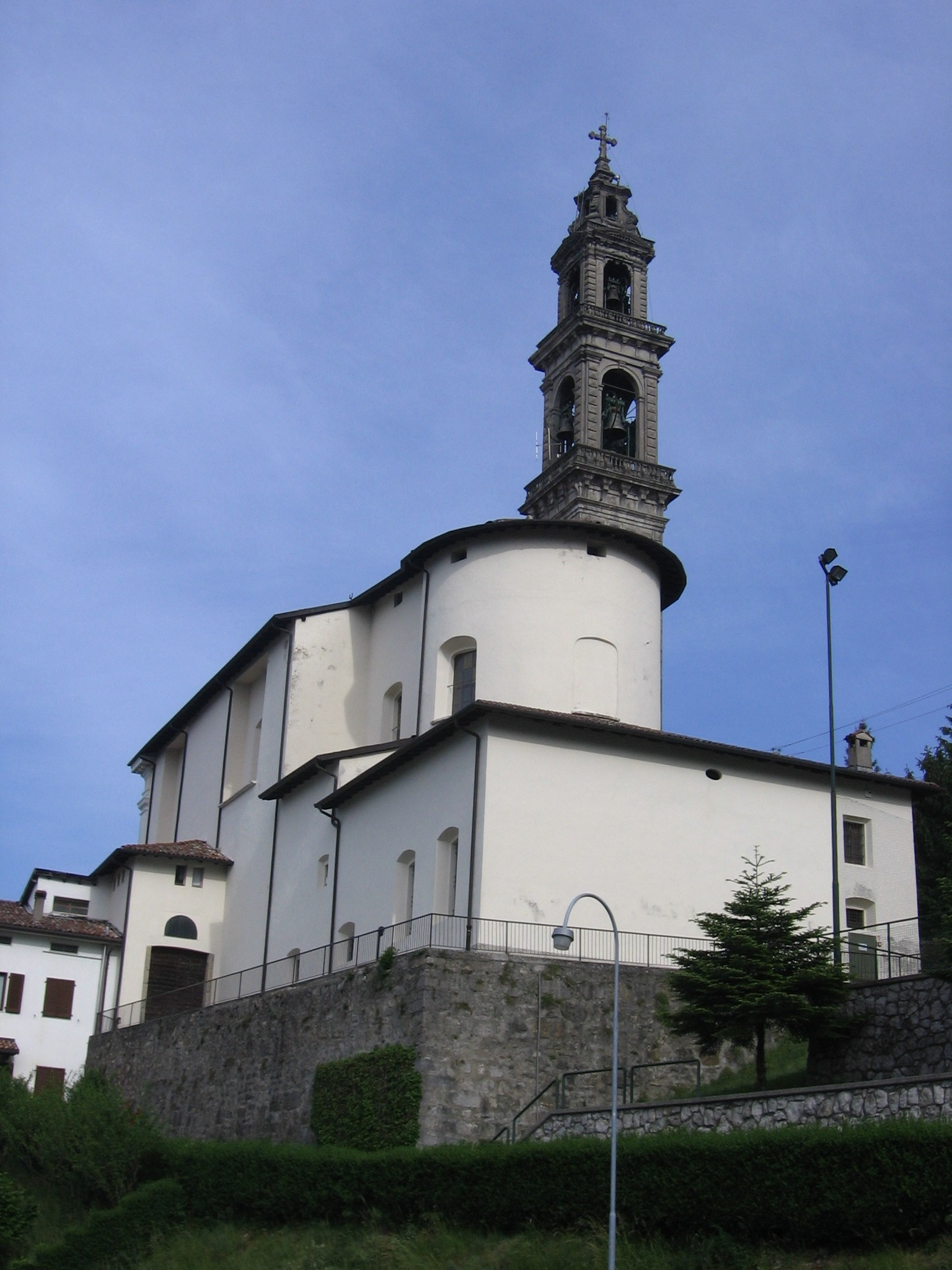
Pfarrkirche S. Lorenzo
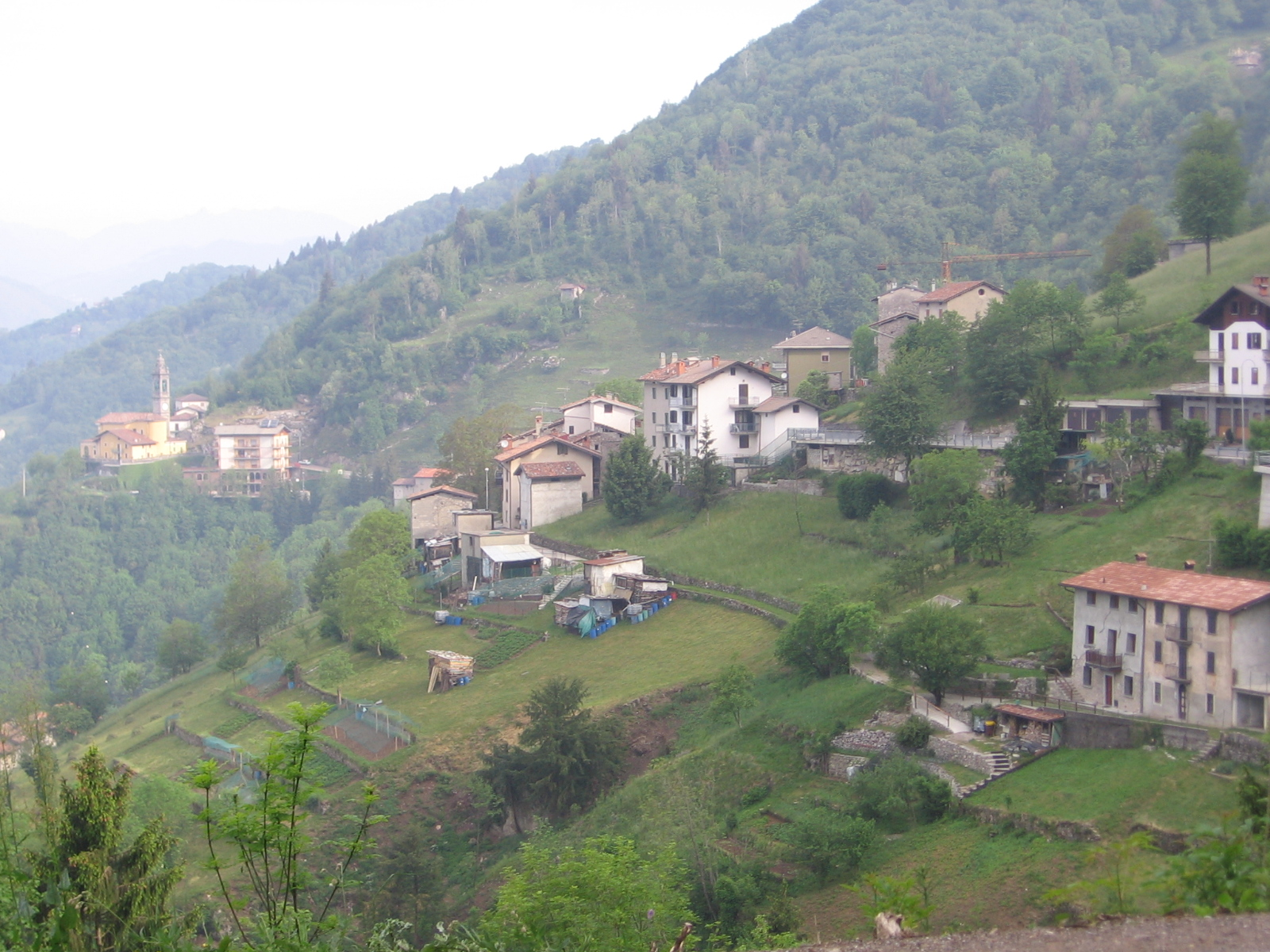
Ortsteil Trafficanti
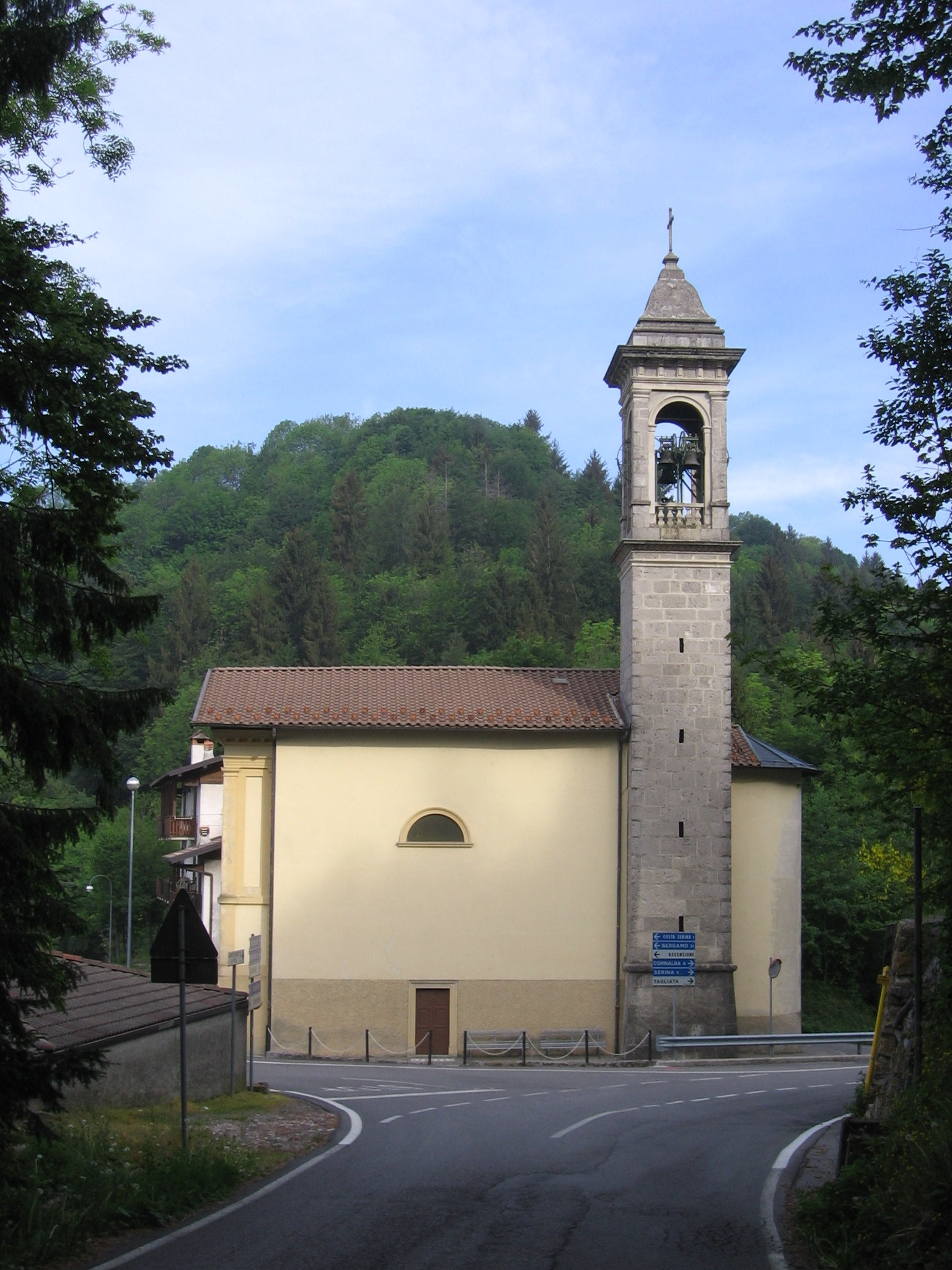
Santuario Madonna della Neve
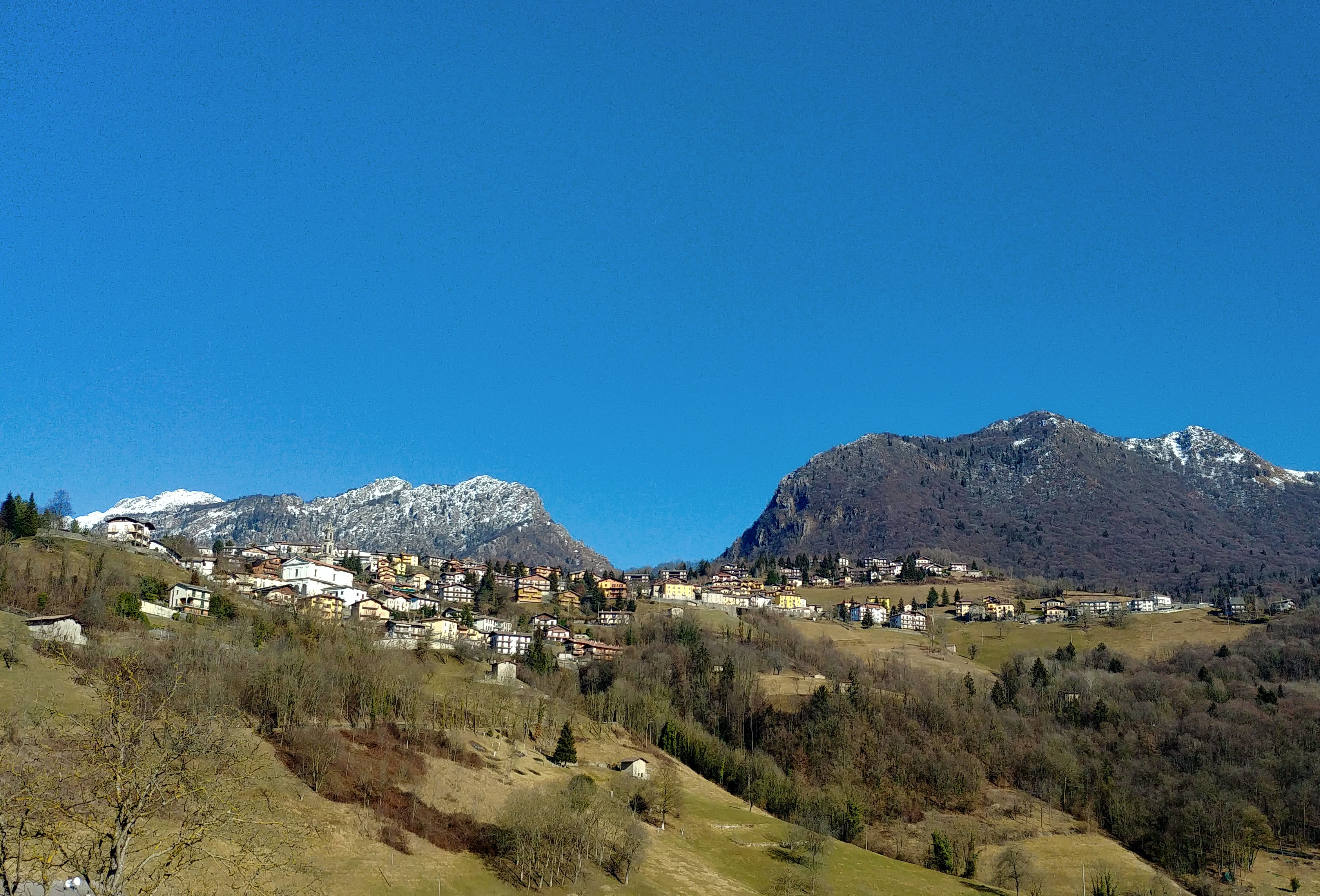
Costa Serina